# Tadeusz Kropczyński
Tadeusz Józef Kropczyński (ur. 13 marca 1901 w Stróżach, zm. 20 sierpnia 1982) – polski inżynier chemik i dyplomata; wiceminister handlu zagranicznego PRL (1952–1964) oraz ambasador w Szwajcarii (1964–1970).

## Życiorys
Syn Tadeusza i Heleny z Plutyńskich. Szkołę powszechną oraz średnią ukończył w Nowym Sączu. W 1927 ukończył studia z chemii i geologii na Uniwersytecie Jagiellońskim.
W latach 1921–1936 należał do Komunistycznej Partii Polski. W 1926 odbył praktykę w Rafinerii Nafty w Gliniku Mariampolskim. Od stycznia 1927 do września 1934 był kierownikiem laboratorium w Fabryce Amoniaku Syntetycznego w Knurowie, następnie zastępcą kierownika tamże. W latach 1935–1938 asystent ruchu i kierownik produkcji w Koksowni Knurów (Skarboferm). Podczas okupacji niemieckiej pracował jako czeladnik piekarski oraz robotnik przy eksploatacji żwiru rzecznego w Trzebieńczycach. W latach 1942–1943 więzień Polenlager Katscher. W latach 1943–1945 pracował w Spółdzielni Rolniczo-Handlowej „Żniwo” w Dębicy, gdzie m.in. kierował Działem Węglowym i Olei Mineralnych. W lutym 1945 zgłosił się do pełnomocnika Rządu Tymczasowego na województwo śląskie, Aleksandra Zawadzkiego, dzięki czemu został zastępcą dyrektora Zjednoczenia Chemicznego w Katowicach, a następnie dyrektorem naczelnym Zjednoczenia Przemysłu Nieorganicznego w Gliwicach. W 1945 wstąpił do Polskiej Partii Robotniczej. Następnie radca handlowy w Pradze (1949–1952), wiceminister handlu zagranicznego (1952–1964) i ambasador PRL w Szwajcarii (1964–1970). Po powrocie z Berna przeszedł na emeryturę.
Pochowany na cmentarzu komunalnym Północnym w Warszawie (kwatera E-V-2-2-16).

## Ordery i odznaczenia
- Krzyż Kawalerski Orderu Odrodzenia Polski (1946)[5]
- Order Flagi Narodowej I stopnia (KRL-D, 1954)[6]